# Đại học quốc gia Kyungpook
Đại học quốc gia Kyungpook (Hangeul 경북대학교, viết tắt là KNU, Kyungdae hoặc 경대) là một trường đai học Hàn Quốc, nằm tại khu đô thị Daegu, tỉnh Gyeongbuk (tên trường Kyungpook lấy theo tên phiên âm Roman kiểu cũ)

## Thành lập
Đại học quốc gia Kyungpook được thành lập tháng 9 năm 1946 bằng việc nâng cấp trường giáo dục, y tế và nông nghiệp của Daegu. Tháng 10 năm 1951, trường giáo dục, y tế, nông nghiệp, nghệ thuật, khoa học, luật và khoa học chính trị hợp vào đại học quốc gia Kyungpook. Các khoa khác bao gồm khoa kỹ thuật và nha khoa được thành lập sau đó.

## Xếp hạng
- Xếp hạng 9 ở Hàn Quốc và hạng 402 toàn thế giới trong bảng đánh giá các trường đại học năm 2021 của World University Ranking Center(CWUR). [1]
- Xếp hạng 7 Hàn Quốc năm 2021 theo đánh giá của Đại học giao thông Thượng Hải [2]
- Xếp hạng 93 châu Á năm  2022 bởi Quacquarelli Symonds(QS) [3]
- Xếp hạng 13 thế giới và số 1 Hàn Quốc năm 2022 theo bảng xếp hạng tầm ảnh hưởng của  Times Higher Education  [4]